# Geissolepis
Geissolepis es un género monotípico de plantas herbáceas, perteneciente a la familia Asteraceae. Su única especie Geissolepis suaedaefolia, es originaria de Norteamérica, donde se distribuye por México.

## Taxonomía
Geissolepis suaedaefolia fue descrita por Benjamin Lincoln Robinson y publicado en Proceedings of the American Academy of Arts and Sciences 27: 177–178. 1892.